# 安井曾太郎
安井曾太郎（やすい そうたろう、1888年5月17日—1955年12月14日）是日本畫家，活躍於大正－昭和時期。他的學生包括中國油畫家林達川。

## 生平
1888年（明治21年）、安井曾太郎在京都中京區出生。1898年（明治31年）4月就讀商業学校（京都市立商業学校）、1903年（明治36年）3月退學。翌年、進入聖護院洋畫研究所就讀、師從淺井忠、鹿子木孟郎。
1907年（明治40年）4月、安井曾太郎前往歐洲。第一次世界大戰爆發後，安井健康悪化、回到日本。
1944年（昭和19年），安井曾太郎成為東京美術学校教授、1952年（昭和27年）獲得文化勳章。
1955年（昭和30年）、安井曾太郎因肺炎逝世。6戒名明徳院殿浄誉雅仙曽堂大居士。

## 作品
- 孔雀與女人 (1914 年) (個人蔵)

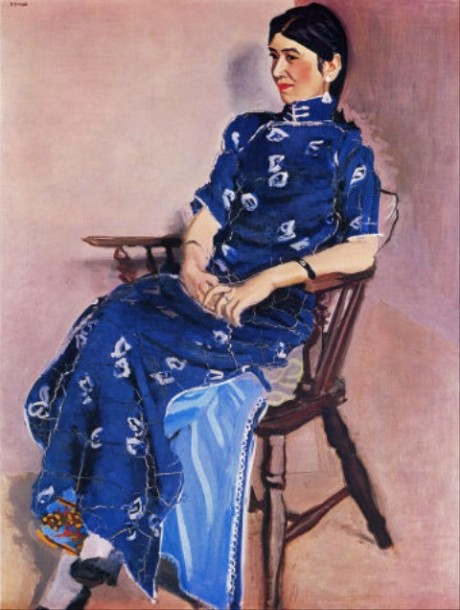
『金蓉』　(1934)
油彩 (96.5×74.5)
東京国立近代美術館

- 黑髪之女（1924年）（BBプラザ美術館）
- 婦人像（1930年）（京都國立近代美術館）
- 金蓉（1934年）（東京國立近代美術館）
- T先生像（玉蟲先生像）（1934年）（東北大学史料館）
- 外房風景（1931年）（（大原美術館）
- 承徳喇嘛廟（1938年）（愛知縣美術館）
- 孫（1950年）（大原美術館）
- 廣辞苑（装丁）（岩波書店）

## 外部連結
- Findagrave site（页面存档备份，存于）
- Woman Head (1905)
- Profile at Artnet（页面存档备份，存于）